# Danny Holla
Danny Holla est un footballeur néerlandais, né le 31 décembre 1987 à Almere aux Pays-Bas. Il évolue comme milieu défensif au FC Twente.

## Palmarès
Vierge